# Välingeätten
Äldre Välingeätten kallas idag en medeltida svensk frälseätt från Värmland. Ätten utdog innan Sveriges Riddarhus grundades 1625, varför den aldrig introducerades där som adelsätt.
Vapnet är bland annat känt från vapensköld för Brita Eriksdotter, och hennes vapen kan ses på Johan IIIs hustru Gunilla Bielkes (död 1597) kista i Vasagraven i Uppsala domkyrka.  eftersom hon var Gunilla Bielkes mormorsmor.
Brita Eriksdotter var dotter till Erik Nilsson och Elin Jönsdotter (sparre över blad) och gift 1493 med Axel Mattsson (Hällekisätten) som 
ger sin hustru Birgitta Eriksdotter i morgongåva gårdar i Norra Vedbo härad, Säby socken, nämligen Mörby, Magersjö, Hyltan med flera.